# کاپی‌کایا (آماسیه)
کاپی‌کایا (به ترکی استانبولی: Kapıkaya) یک منطقهٔ مسکونی در ترکیه است که در آماسیه واقع شده‌است. کاپی‌کایا ۶۴۳ نفر جمعیت دارد.